# 山海漬
山海漬（さんかいづけ）は、キュウリやダイコンなどと数の子を酒粕（熟成酒粕）で漬けた漬物の一種。新潟県の郷土料理。

## 特徴

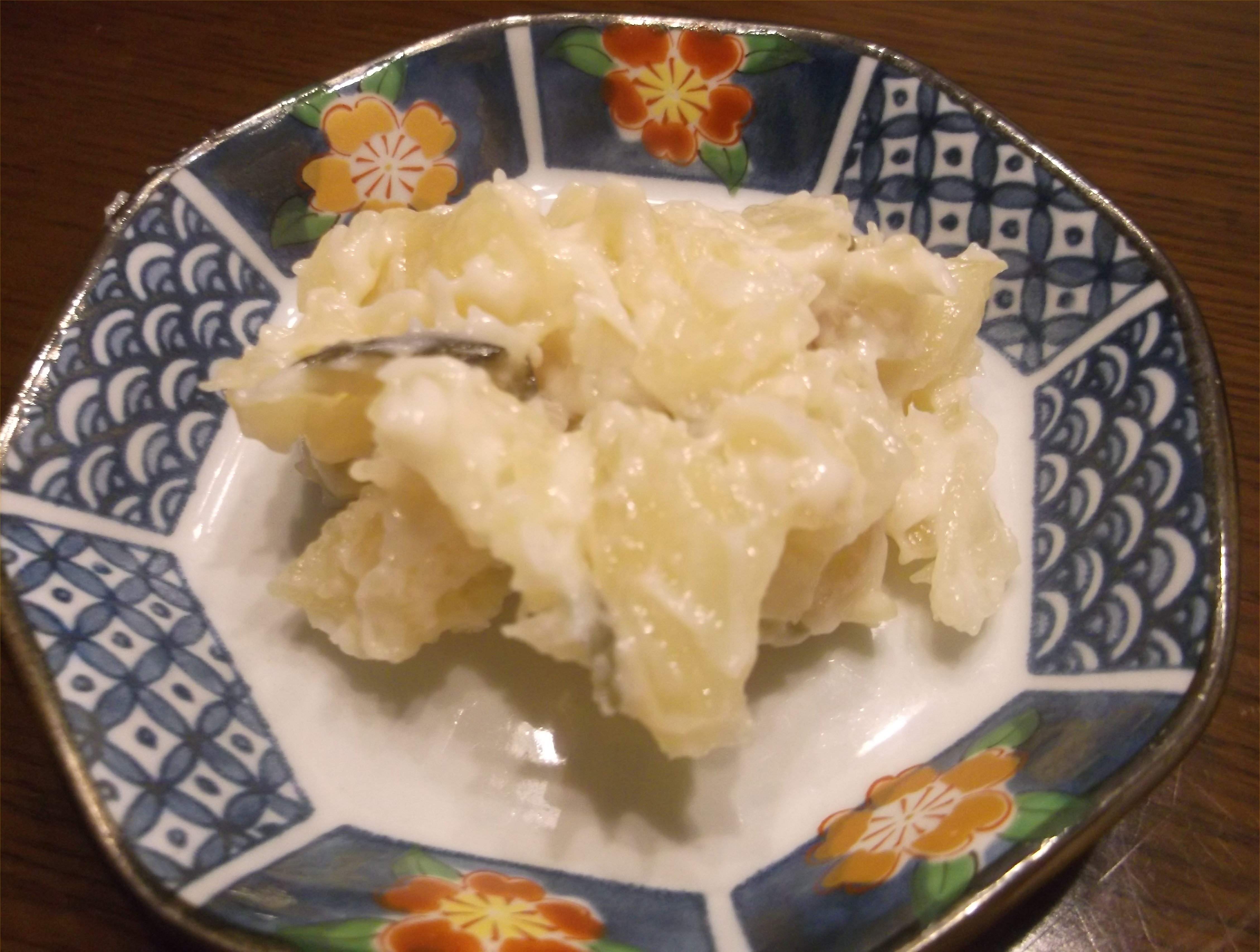
数の子わさび漬け

名称はキュウリやダイコンなどの「山の幸」と数の子の「海の幸」による。
キュウリ、シロウリ、ダイコンなどを塩漬け（塩蔵加工品）にしたものと、数の子（塩蔵加工品）を塩抜きし、それらを切り刻み、香辛料・調味料を調合した酒粕に漬け込み、熟成させる。
食塩3%、アルコール0.3%程度である。市販品の多くは数の子が40%程度であるが、70%を上回り農産物漬物の範疇から外れるものもある。